# تپه قلعه کهنه باغله سفلی
تپه قلعه کهنه باغله سفلی در شهرستان سنقر، بخش کلیائی، روستای باغله سفلی واقع شده و این اثر در تاریخ ۱۲ تیر ۱۳۸۴ با شمارهٔ ثبت ۱۲۰۳۱ به‌عنوان یکی از آثار ملی ایران به ثبت رسیده است.